# Новый Игерман
Но́вый Игерма́н — микрорайон в Октябрьском районе города Ижевска. Расположен в 10 км к северу от центра города, на реке Игерманке.
Вместе с микрорайонами Старый Игерман, Дорожный и Чистопрудный образует Игерманский жилой район в составе Октябрьского административного района города.

## История
Починок Новый Игерман был основан в 1860 году русскими поселенцами — бывшими непременными работниками, которые переселились сюда из починка Ильина Завьяловской волости.
До революции починок относился к Ижевско-Нагорной волости Сарапульского уезда Вятской губернии.
В 1921 году деревня вошла в состав новообразованного Ижевского уезда Вотской автономной области. После административно-территориальной реформы 1929 года Новый Игерман входил в Ижевский район, а затем в Завьяловский район УАССР.
В 1992 году при расширении границ столицы Удмуртии деревня была включена в городскую черту Ижевска.
С 2004 года Новый Игерман имеет статус микрорайона.

## Расположение
Микрорайон расположен на севере Ижевска, в Игерманском жилом районе Октябрьского административного района города.
На северо-западе граничит с микрорайоном Старый Игерман, на востоке — с садоводческим товариществом «Берёзка-2». С юга территорию микрорайона ограничивает автодорога 9 км Як-Бодьинского тракта — мкр. Орловское.
Новый Игерман расположен на обоих берегах реки Игерманки, протекающей между Бородулинской и Ольховской улицами. На реке образованы два небольших пруда.

## Улицы
- Бородулинская улица
- Ольховская улица
- Просторная улица

## Общественный транспорт
Через Новый Игерман не проходят маршруты городского транспорта. Добраться до микрорайона можно следующим транспортом:
- автобус № 56 — до конечной ост. «Старый Игерман», далее пешком.